# Mierenleeuwen
Mierenleeuwen (Myrmeleontidae) zijn een familie van insecten die behoren tot de orde netvleugeligen (Neuroptera). Mierenleeuwen zijn een vrij kleine en relatief uniforme groep. De volwassen exemplaren van de verschillende soorten hebben een vergelijkbare lichaamsbouw en ook de levenswijze komt sterk overeen. Er zijn ongeveer 1500 verschillende mierenleeuwen beschreven die verspreid over de gehele wereld voorkomen. Veel mierenleeuwen leven in tropische en subtropische gebieden, maar sommige soorten komen voor in meer gematigde streken zoals noordelijk Europa.
Mierenleeuwen danken hun naam aan de roofzuchtige larven die gespecialiseerd zijn in het vangen van bodembewonende insecten. Ze maken vooral mieren buit, maar ook andere kleine diertjes worden gevangen met behulp van een zelfgegraven valkuiltje. De volwassen dieren of imagines daarentegen leven niet van mieren maar van vliegende insecten of plantensappen. Ze lijken wat betreft uiterlijk op een kruising tussen een gaasvlieg en een waterjuffer. Volwassen mierenleeuwen worden wel mierenleeuwjuffers genoemd en zijn te herkennen aan de lange en vrij dikke antennes die aan het einde naar de buitenzijde gekromd zijn en doen denken aan een hockeystick.
Mierenleeuwen zijn goed gecamoufleerde en onopvallende diertjes die ondanks de lengte van vaak enkele centimeters gemakkelijk over het hoofd worden gezien.

## Taxonomie en indeling
De volwassen exemplaren worden wel mierenleeuwjuffer genoemd maar de Nederlandse naam mierenleeuw wordt gebruikt voor zowel de larve als het volwassen insect of imago, net als in de Engelse taal. In de Duitse taal wordt wel een strikte scheiding aangehouden tussen de larve (Ameisenlöwe) en het volwassen insect (Ameisenjungfern). De mierenleeuwen hebben daarnaast enkele alternatieve namen, zoals de Amerikaanse naam 'doodlebug'. Deze naam kan vertaald worden met krabbelbeestje en slaat op de door elkaar lopende sporen die ze in het zand achterlaten waardoor het lijkt alsof iets in het zand is gekrabbeld. Niet alle soorten maken echter dergelijke sporen, de larven van een aantal soorten leven in spleten in rotsen en bomen. De larven van de twee soorten die in België en Nederland voorkomen hebben wel een dergelijke levenswijze en maken beide valkuilen.
De wetenschappelijke naam van de groep verwijst naar de levenswijze van de larve; Myrmeleontidae is een samentrekking van myrmex, dat 'mier' betekent en leon dat 'leeuw' betekent. De wetenschappelijke naam voor de groep werd voor het eerst geopperd door de Franse entomoloog Pierre André Latreille in 1802.

### Indeling

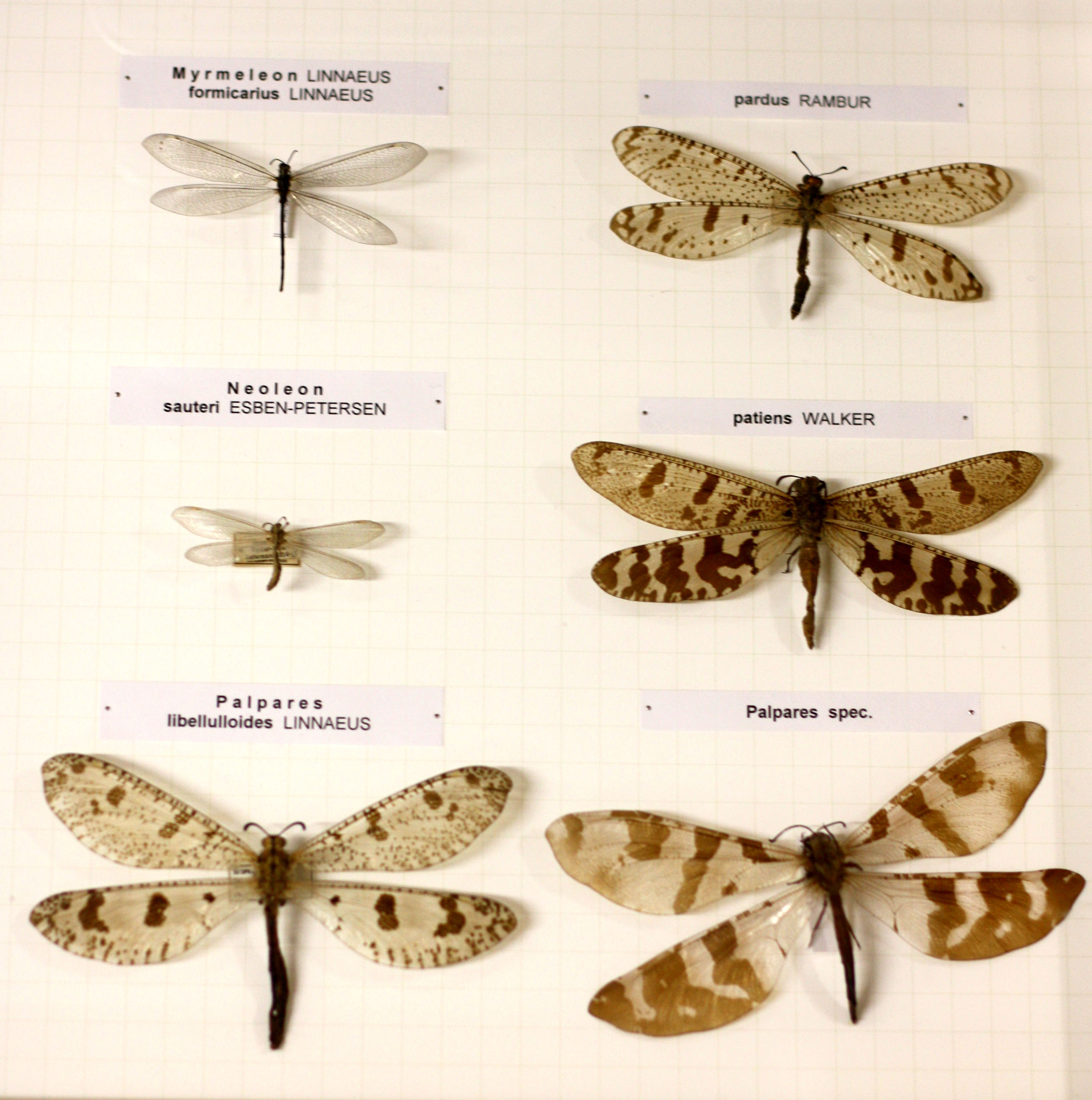
Verschillende opgeprikte soorten, de Palpares- soorten onderaan behoren tot de grootste ter wereld. Linksboven is de 'gewone' mierenleeuw te zien die onder andere in de Benelux voorkomt.

Mierenleeuwen behoren tot de netvleugeligen (Neuroptera), dit is een grote groep van insecten waarvan de subgroepen enkele gemeenschappelijke kenmerken delen maar ook een enorme verscheidenheid vertonen. Alle netvleugeligen hebben vier grote vleugels die een duidelijk netachtig patroon van vleugeladeren bezitten waaraan de naam te danken is. Bekende groepen zijn de gaasvliegen (Chrysopidae) en de stofgaasvliegen (Coniopterygidae). Sommige netvleugeligen lijken meer op vlinders, zoals de vlinderhaften (Ascalaphidae). Veel netvleugeligen zijn te onderscheiden aan hun antennes; die van gaasvliegen zijn lang en draad-achtig. De antennes van vlinderhaften zijn erg lang en dun en eindigen altijd in een duidelijk knop. Mierenleeuwen hebben relatief dikke antennes met een zijwaarts gebogen uiteinde.
De vroegst bekende fossielen van mierenleeuwen stammen uit het Boven-Krijt, deze soorten leefden zo'n 130 miljoen jaar geleden. Er worden regelmatig nieuwe fossiele soorten beschreven, zoals de in 1996 door Poinar en Stange beschreven Porrerus dominicanus. Dit exemplaar is goed geconserveerd omdat het insect in amber is ingesloten en zo goed is te bestuderen. De soort wordt tot de onderfamilie Palparinae gerekend, waar nog moderne vertegenwoordigers van zijn. Ook van andere moderne onderfamilies zijn fossiele soorten bekend, zoals Stilbopteryginae en Myrmeleontinae.
De mierenleeuwen zijn door verschillende biologen onderzocht. Een bekende plaat waarop de verschillende stadia en onderdelen van mierenleeuwen gedetailleerd zijn uitgewerkt is getekend door Antonio Vallisneri in 1733. Een andere tekening van de larven is bekend van René-Antoine Ferchault de Réaumur die het publiceerde in 1738.

### Onderfamilies
De familie van de mierenleeuwen is volgens een indeling van Victor Krivokhatsky uit 1998 verdeeld in 12 verschillende onderfamilies. De bekendste onderfamilie is de groep Myrmeleontinae, hiertoe behoren onder andere de twee soorten die in België en Nederland voorkomen.
In de onderstaande uitklapbare tabel zijn alle onderfamilies weergegeven, met de auteur en het soortenaantal.
| Onderfamilie      | Auteur               | Soorten |
| ----------------- | -------------------- | ------- |
| Acanthaclisinae   | Navás, 1912          | 102     |
| Brachynemurinae   | Banks, 1927          | 116     |
| Dendroleontinae   | Banks, 1899          | 233     |
| Dimarinae         | Navás, 1914          | 4       |
| Echthromyrmicinae | Markl, 1954          | 4       |
| Glenurinae        | Banks, 1927          | 140     |
| Myrmecaelurinae   | Esben-Petersen, 1918 | 174     |
| Myrmeleontinae    | Latreille, 1802      | 222     |
| Nemoleontinae     | Banks, 1911          | 355     |
| Palparinae        | Banks, 1911          | 128     |
| Pseudimarinae     | Markl, 1954          | 5       |
| Stilbopteryginae  | Weele, 1908          | 10      |

## Uiterlijke kenmerken

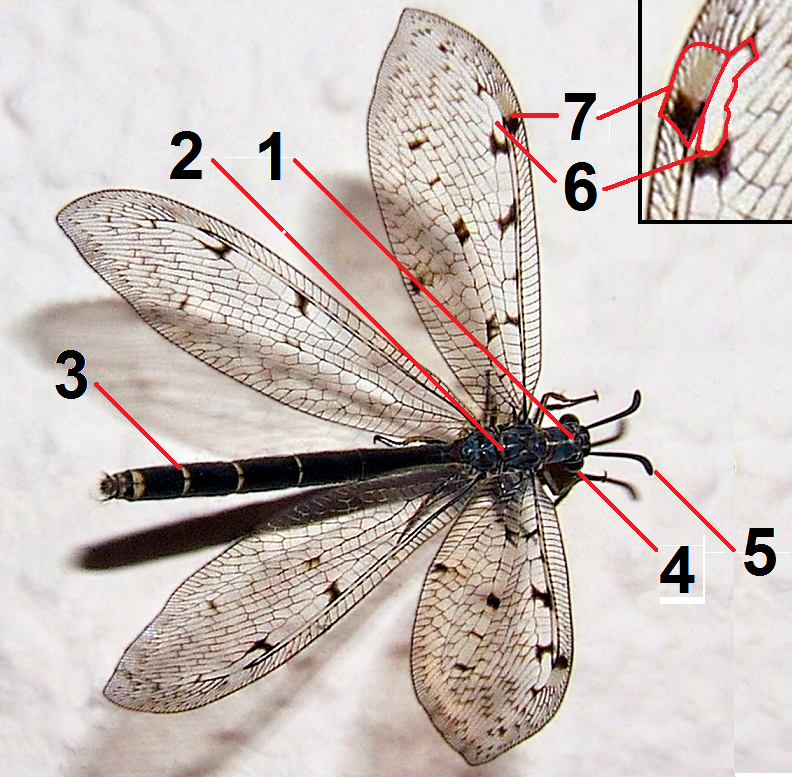
Lichaamsdelen van de mierenleeuw:

Mierenleeuwen hebben een langwerpig achterlijf dat rond in doorsnede is en een iets verdikt borststuk dat aan de voorzijde wat is verlengd. Aan de voorzijde bevindt zich een relatief kleine kop met twee duidelijk zichtbare ogen. Mierenleeuwen zijn gevleugelde insecten die vier langwerpige en gelijkende vleugels bezitten. De lichaamslengte is doorgaans ongeveer de helft van de spanwijdte. Een aantal mierenleeuwen blijft erg klein, zo is een Arabische mierenleeuw bekend die een spanwijdte heeft van ongeveer 2 centimeter. De meeste soorten worden wat groter en bereiken een spanwijdte van ongeveer 5 tot 10 centimeter. De grootste exemplaren behoren tot het Afrikaanse geslacht Palpares en kunnen een vleugelspanwijdte bereiken van 16 centimeter.
De meeste mierenleeuwen hebben onopvallende kleuren zoals bruin en grijs en grillige vlekken zodat ze niet opvallen als ze tegen bomen of planten rusten. Er zijn echter uitzonderingen, zoals de Australische soort Callistoleon erythrocephalus die een opvallende oranje kop en borststuk heeft.

### Kop
De kop van een mierenleeuw is klein en valt op door de antennes. Deze zijn voor insecten ongebruikelijk lang en dik. Ze vallen met name op doordat ze een naar de buitenzijde gekruld einde hebben, waardoor de antenne veel weg heeft van een hockeystick. Bij veel soorten zijn de segmenten van de antennes goed te onderscheiden. De mierenleeuw heeft zogenaamde samengestelde ogen, die bestaan uit vele honderden kleine oogjes die de ommatidiën worden genoemd. De ogen zijn rond en kraalachtig en zijn in vergelijking met andere insecten tevens vrij groot. Het oog lijkt bij nadere beschouwing een 'pupil' te hebben. Dit wordt veroorzaakt door een optische illusie waarbij het licht op een bepaalde manier uit de ogen terugkaatst. Dit komt ook voor bij andere insecten met grote ogen zoals bidsprinkhanen. Mierenleeuwen hebben in tegenstelling tot andere insecten geen enkelvoudige oogjes of ocelli aan de bovenzijde van de kop.
De monddelen bestaan uit de kaken of mandibels die vrij groot zijn en een knippende en bijtende werking hebben. Aan de bovenzijde van de mandibels is een paar kaaktasters gelegen, dit zijn de palpi maxillares. Aan de onderzijde van de mandibels is een paar palpi labiales gelegen. Deze twee paar uitsteeksels ondersteunen de mandibels bij het eten van een prooi.

### Borststuk

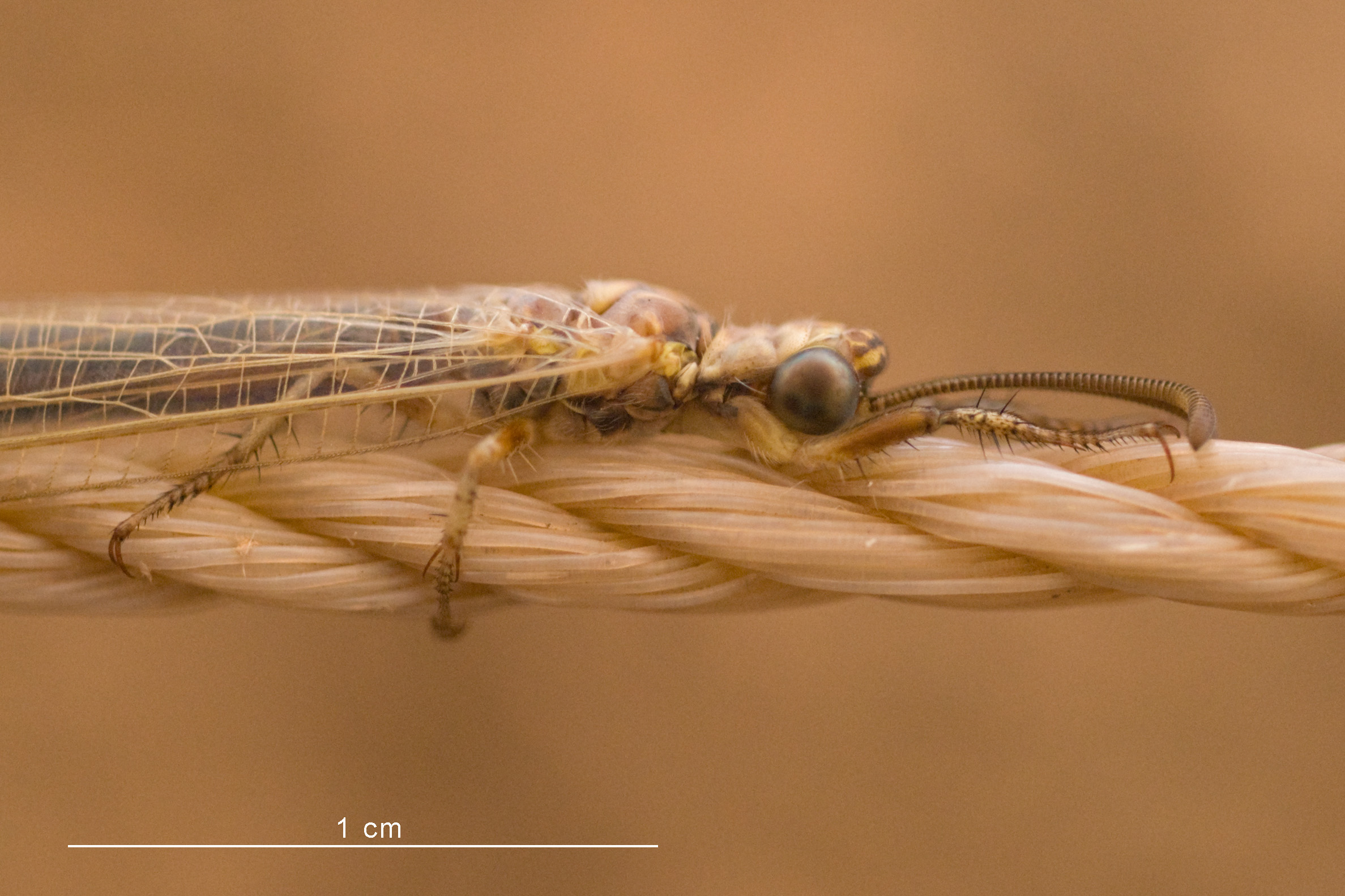
Zijaanzicht van borststuk en kop (met hockeystikvormige antenne) van een onbekende soort (Bobo-Dioulasso, Burkina Faso, oktober 2015).

Het borststuk is verbreed en draagt aan de bovenzijde twee paar vleugels en aan de onderzijde drie paar poten. De poten zijn gesegmenteerd en bestaan net als bij andere insecten uit respectievelijk de coxa of heup, het femur of dij, de tibia of scheen en ten slotte de voet of tarsus. De tarsus is het enige segment dat bestaat uit deelgeledingen; aan het uiteinde zijn gehaakte klauwtjes aanwezig waarmee de mierenleeuw zich aan de ondergrond hecht.
De mierenleeuw heeft twee paar vleugels die vliesachtig en doorzichtig zijn. Het voorste paar worden de voorvleugels genoemd en het achterste paar de achtervleugels. Alle vleugels zijn ongeveer hetzelfde van vorm en structuur, in tegenstelling tot veel andere insecten waarbij één verhard (voor)vleugelpaar het andere vliesachtige (achter)vleugelpaar beschermt, zoals voorkomt bij de kevers en wantsen.
De vleugels zijn te onderscheiden van die van andere insecten door de aanwezigheid van een relatief zeer lange hypostigmatische cel. Dit is een vergrote en langwerpige cel in iedere vleugel. Het hypostigma is gelegen in de buurt van de vleugelpunt of apex. Veel soorten die sterk op elkaar gelijken kunnen onderscheiden worden aan de relatieve lengte en hoogte van deze cel. Fossielen van insecten bestaan vaak uit alleen een vleugel of zelfs slechts een afdruk hiervan. Hierdoor is het hypostigma eveneens een belangrijk identificatiekenmerk voor fossiele mierenleeuwen. Een aantal soorten heeft ook een donker vlekje aan de bovenste vleugelrand, dat het pterostigma wordt genoemd. Het oppervlak is verdikt waardoor het pterostigma zwaarder is en het zwaartepunt van de vleugel verlegd. De aanwezigheid en de vorm en positie van het pterostigma kan karakteristiek zijn voor de soort.

### Achterlijf
Het grootste deel van het lichaam bestaat uit het langwerpige en cilindrische achterlijf of abdomen. Het achterlijf draagt geen verdikkingen of extremiteiten en bestaat altijd uit tien segmenten die zowel aan de boven- als onderzijde als zodanig te herkennen zijn. Het achterlijf bevat het grootste deel van het spijsverteringskanaal, daarnaast zijn de anus en de geslachtsorganen aan het einde van het achterlijf gepositioneerd. Aan het uiteinde van het achterlijf zijn twee achterlijfsaanhangsels of cerci aanwezig. Deze spelen een belangrijke rol tijdens de paring.

### Onderscheid met andere groepen
Op het eerste gezicht lijkt de volwassen mierenleeuw sprekend op een waterjuffer, een libel uit de groep juffers. Een mierenleeuw is echter makkelijk van een waterjuffer te onderscheiden door de antennes. Deze zijn bij alle waterjuffers zeer klein, dun en draadachtig en hierdoor moeilijk zichtbaar. Bij mierenleeuwen echter zijn de antennes zonder uitzondering dik en duidelijk gesegmenteerd, de antennes eindigen altijd hockeystickachtig; het uiteinde is naar de zijkant gekromd. Andere verschillen zijn de vleugels, die bij mierenleeuwen in rust als een dakje over het achterlijf worden gevouwen, maar bij de juffers achter het lichaam worden samengeklapt, dus niet plat op de rug. Ook zijn waterjuffers in de regel overdag actief en mierenleeuwen 's nachts. Overdag rusten ze en vertrouwen op de camouflage, ze laten zich van de ondergrond plukken. Waterjuffers daarentegen zijn erg schuw en laten zich niet benaderen.
Mierenleeuwen kunnen ook verward worden met soorten uit de familie Osmylidae. Deze verwante netvleugeligen hebben een gelijkende bouw maar duidelijk verschillende, draadvormige antennen. De larve van de valkuilen gravende soorten is door de gedrongen lichaamsbouw en de ingegraven levenswijze niet met andere insectenlarven te verwarren. Vrijlevende soorten zijn als larve vanwege de grote kaken te verwarren met larven van bijvoorbeeld gaasvliegen.

## Levenswijze

Schematische levenscyclus van de mierenleeuw.

De mierenleeuw heeft als juveniel een gespecialiseerde levenswijze die met weinig andere insecten is te vergelijken. Het verschil tussen de ronde, gedrongen larven en de dunne, langwerpige en van grote vleugels voorziene imagines is opvallend groot. Het larvale stadium kan jaren in beslag nemen, terwijl de volwassen insecten maar kort leven. Over de larven is bij een aantal soorten vrij veel bekend, over de levenswijze van de volwassen dieren is nog veel onduidelijkheid.
Mierenleeuwen zijn ondanks hun vier grote, vliezige vleugels onhandige vliegers die zich maar langzaam fladderend voortbewegen en zich gemakkelijk uit de lucht laten plukken.

### Voortplanting en ontwikkeling
Mierenleeuwen behoren tot de gevleugelde insecten of Pterygota en maken deel uit van de groep Endopterygota. Dit zijn de insecten die een volledige gedaanteverwisseling kennen. De larve lijkt bij deze groep niet op de volwassen dieren en verandert niet in stapjes – zoals de Exopterygota – maar door middel van verpopping.
De eitjes worden afgezet in het zand, meestal worden de eieren individueel in het zand begraven. Omdat ze kleverig zijn, wordt de buitenzijde van het ei al snel bedekt met zandkorrels waardoor het goed is gecamoufleerd. Zodra het ei uitkomt, gaat de larve direct op jacht; de valkuilbouwende soorten maken meteen een valkuil die echter nog klein is in vergelijking met de valkuil van oudere larven.
De larve is klein en heeft een gedrongen lichaam, de lichaamsvorm is bijna eirond en voorzien van haren. Wat direct opvalt zijn de enorme kaken aan de voorzijde die aan de binnenzijde voorzien zijn van rijen stekels. De kop staat op enige afstand van het lichaam door een verlengd deel van het borststuk. Achter de kop is een duidelijke inkeping aanwezig.

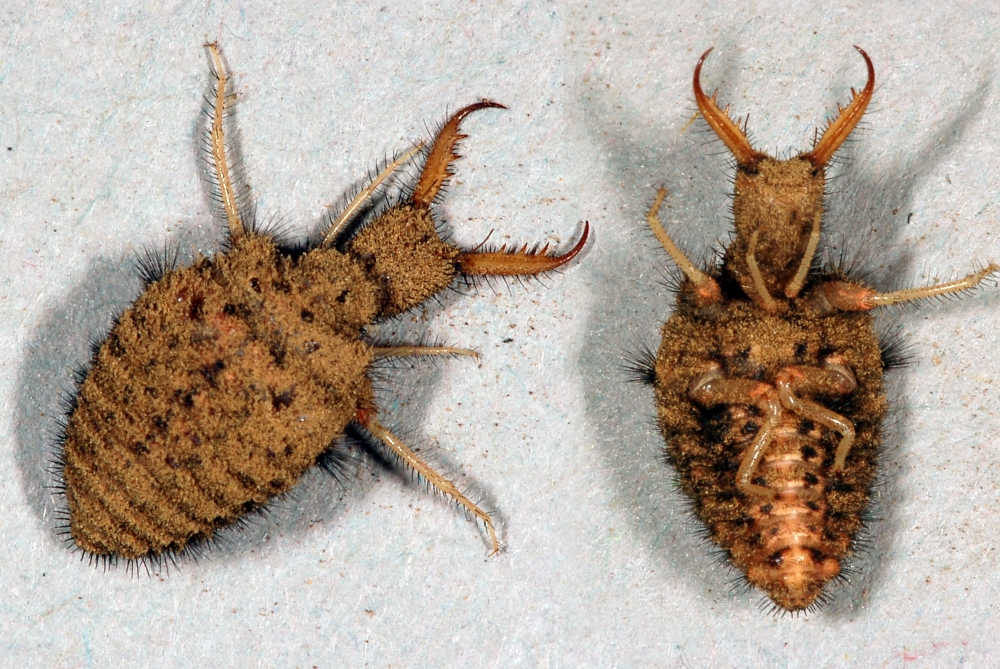
Boven- en onderzijde van de larve van de gevlekte mierenleeuw.

De larve heeft een duidelijk geribbeld lichaam, wat veroorzaakt wordt door de segmentranden die voorzien zijn van rijen haren die de larve een borstelachtig oppervlak geven. De pootjes zijn klein en hebben vele naar achteren gerichte haren, evenals het lichaam. Deze dienen bij veel soorten om het lichaam te ankeren in de ondergrond, zie verder onder het kopje voedsel. De pootjes zijn bij de soorten die een valkuil graven naar voren verplaatst en de poten zijn aangepast om achteruit te lopen in plaats van het lichaam voorwaarts te bewegen zoals bij de meeste insecten. Soorten waarbij de pootjes aan de voorzijde zijn gepositioneerd zijn vaak zelfs niet eens meer in staat om vooruit te lopen. Larven die niet tot het 'valkuil-type' behoren kunnen dit wel. Het achterste potenpaar is sterk verbreed en wordt gebruikt om de trechtervormige valkuil te graven.
De larve doorloopt drie stadia, die de instar worden genoemd. Ieder instar begint en eindigt met een vervelling, waarna het volgende stadium aanvangt. Na iedere vervelling wordt het lichaam groter. Aan het eind van het derde instar vervelt de larve voor de laatste maal waarbij de verpopping plaatsvindt. De lengte van de larvale stadia kan variëren, wat waarschijnlijk afhankelijk is van het voedselaanbod. Ze kunnen 1 tot 3 jaar ondergronds leven voor ze zich volledig hebben ontwikkeld.
De beschermende cocon om de pop wordt gesponnen van een fijn spinsel. Net als bij andere netvleugeligen wordt het spinsel geproduceerd door de buis van Malpighi aan de achterzijde van het lichaam. Bij larven van andere insecten zoals de rupsen van vlinders bevinden de spinklieren zich aan de kop. Het spinsel van de cocon droogt snel, maar is net als het ei kleverig zodat zandkorrels blijven plakken en de cocon goed wordt gecamoufleerd.
Pas als de mierenleeuw zich volledig heeft ontwikkeld tot volwassen insect en uit de pop is geslopen, draagt het lichaam vier vliezige vleugels, die de eerste tijd nog moeten opdrogen.

Afbeeldingen: Ontwikkeling
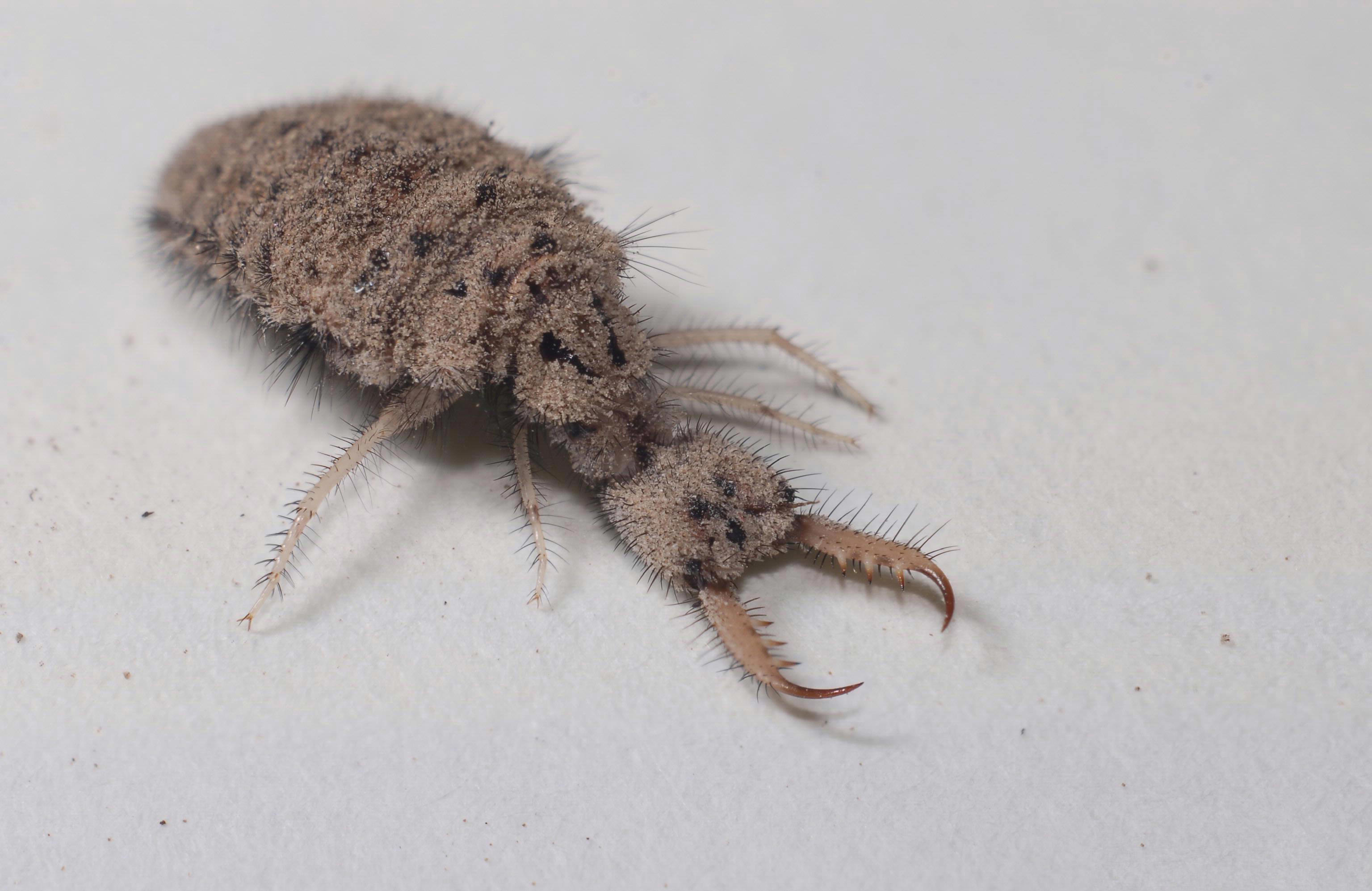
Larve
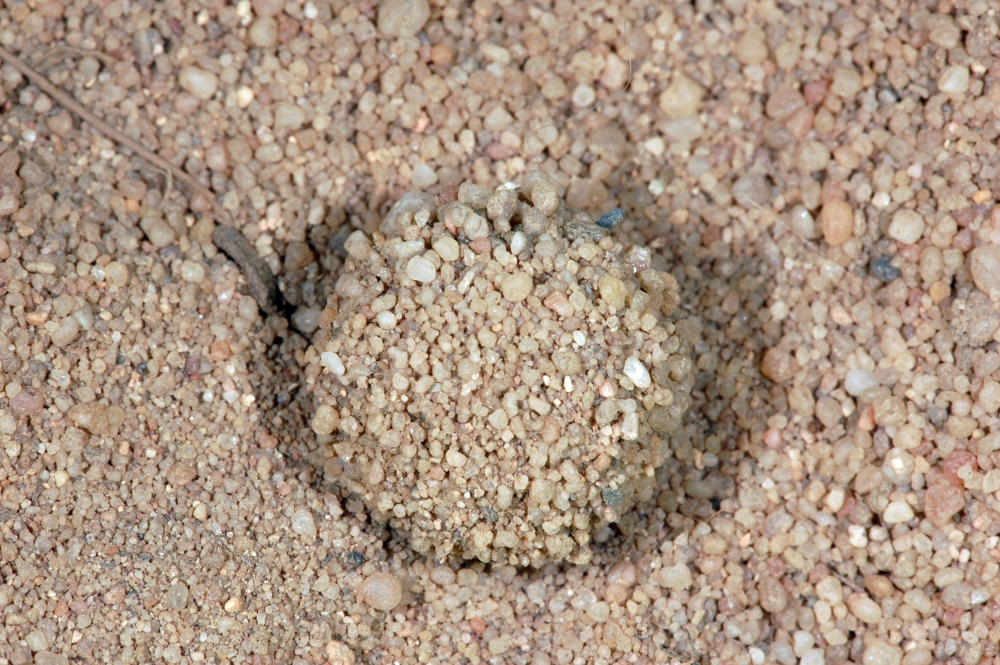
Cocon
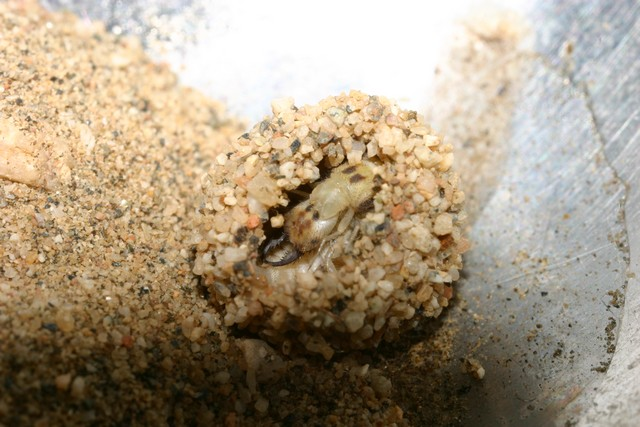
Opengewerkte cocon
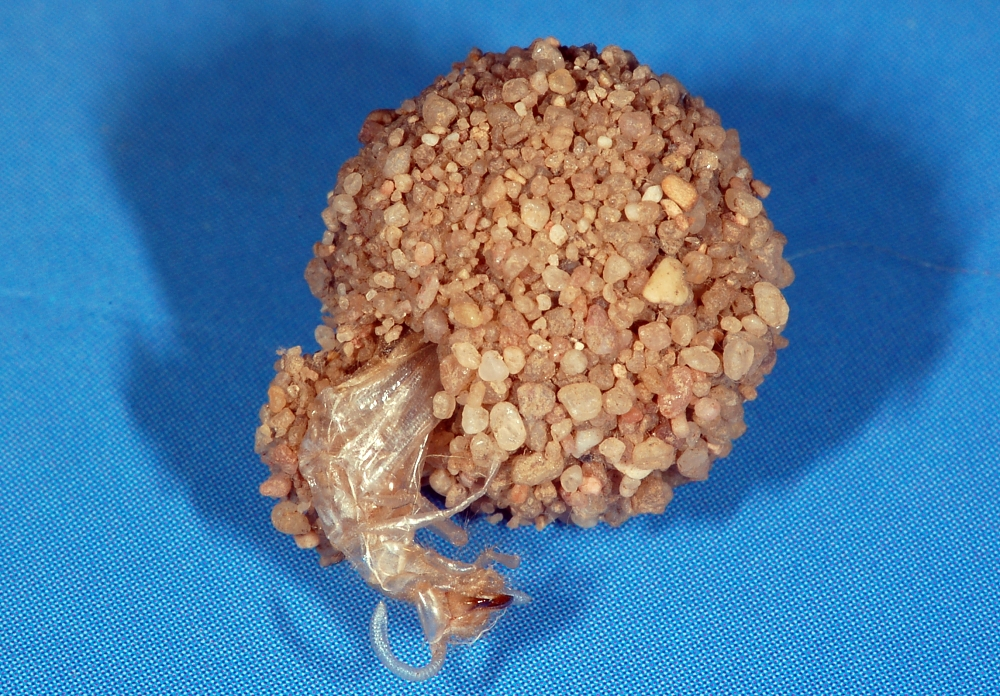
Uitgeslopen cocon

## Voedsel
Mierenleeuwen zijn carnivoor en zowel de larven als de imagines eten kleine diertjes. Van een aantal mierenleeuwen is bekend dat ze als imago geheel of gedeeltelijk van nectar en stuifmeel leven. Vermoedelijk leven enkele soorten van fruit en de honingdauw dat door bladluizen wordt afgescheiden. De volwassen exemplaren leven enkele weken en nemen niet veel voedsel op. De larve daarentegen is een geduchte jager die vaak – maar niet altijd, zie onder – vanuit een vernuftige hinderlaag loert op prooien die veel groter kunnen zijn dan de larve zelf. Ze vangen over de bodem lopende insecten en in de praktijk worden vooral mieren hiervan de dupe. Andere insecten worden echter ook aangevallen zolang ze niet te groot en weerbaar zijn.

### Valkuilen
De meeste soorten graven als juveniel een kuiltje in een zandige bodem door zich achterwaarts en spiraalsgewijs te bewegen, waarbij de achterlijfspunt naar beneden wordt gebogen. Hierdoor ontstaat een trechtervormig kuiltje dat na enige tijd een doorsnede kan hebben van ongeveer 8 centimeter en zo'n 5 centimeter diep is. Als het kuiltje diep genoeg is, graaft de larve zich in, waarbij alleen de kaken zichtbaar zijn, omdat die uitsteken in het midden van de kuil. Het dier zelf bevindt zich niet direct onder het midden van de kuil met de achterzijde naar beneden, zoals weleens wordt afgebeeld, maar terzijde van het midden. De lichaamspositie is enigszins scheef waardoor het borstelige lichaam zeer stevig is verankerd in het zand. Bij verstoring graaft de larve zich snel dieper in. Als een prooidiertje langs de kuil loopt, heeft dit tot gevolg dat enkele zandkorreltjes naar beneden rollen, wat direct wordt opgemerkt door de mierenleeuw. Deze zal vervolgens een regen van zandkorreltjes naar de prooi werpen, waardoor deze minder grip krijgt. Het zand wordt naar de prooi geslingerd door op- en neergaande bewegingen van de kop; de larve kan het zand met relatief grote kracht en een grote precisie naar een prooi werpen. Als de prooi verder naar beneden zakt, naar de kaken toe, wordt deze bliksemsnel gegrepen en verder onder het zand gesleurd. Zodra de prooi met de kaken is gegrepen, wordt een verlammend gif ingespoten, zodat de buitgemaakte prooi niet lang tegenspartelt. De kop draagt zuigende monddelen waarmee de prooi wordt leeggezogen tot er slechts een lege huid overblijft. Deze wordt vervolgens met een welgemikte worp uit het nest verwijderd. Hierdoor wordt voorkomen dat de valkuil zich vult met dode insecten en onbruikbaar wordt.

### Larven
De larven kunnen soms massaal voorkomen waardoor de valkuilen in groepjes naast elkaar liggen. Hierdoor moet het voedsel worden verdeeld over meerdere exemplaren en kan een tekort ontstaan. De larve van de mierenleeuw kan echter tot acht maanden van voedsel verstoken blijven. Ondanks het feit dat mierenleeuwen meestal gepresenteerd worden als makers van valkuilen, is dat niet bij alle soorten het geval. Een groot aantal soorten is niet in staat een valkuil te maken; zij leven meestal 's nachts en jagen hierbij actief op prooien. Overdag begraven ze zich in de bodem of houden zich op in kieren en spleten. Van soorten uit het geslacht Glenurus is bekend dat ze leven in dood hout of in holen van een bepaalde schildpad, de gopherschildpad (Gopherus polyphemus). Van alle soorten die in de Verenigde Staten voorkomen is de soort Myrmeleon immaculatus zelfs de enige die als larve valkuilen graaft, maar het is hier ook een van de meest algemene en bekendste vertegenwoordigers.

### Andere soorten
Mierenleeuwen zijn niet de enige insecten waarvan de larven vanuit een ingegraven positie op prooien jagen. Dit gedrag is ook bekend van larven van zandloopkevers. Deze maken echter geen valkuil, er wordt een tunneltje recht naar beneden gegraven waarin zich het lichaam bevindt. De opening aan de bovenzijde wordt afgesloten met de kop en zodra een geschikte prooi nadert, wordt deze razendsnel gegrepen met de kaken.

## Verspreiding en habitat

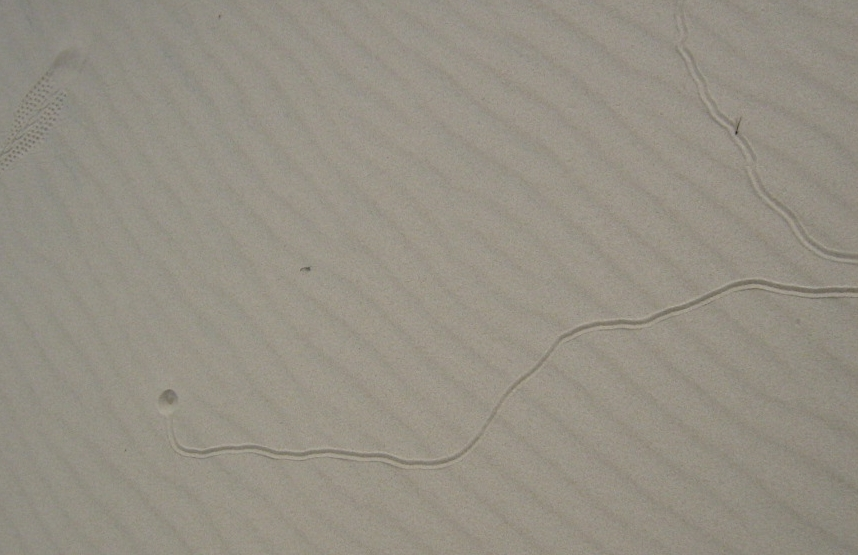
Mierenleeuwen zijn makkelijk te inventariseren door de sporen die de larven achterlaten in het zand.

Mierenleeuwen komen overal ter wereld voor en zijn vertegenwoordigd op alle continenten. De meeste soorten echter zijn voornamelijk te vinden in tropische streken waar het warm en vochtig is. In Noord-Amerika komen zo'n 100 soorten voor, vooral in het zuiden, maar enkele komen voor tot in Canada. In Zuid-Amerika leven zo'n 130 soorten. Een opmerkelijke soort is de op de Galapagoseilanden endemische Galapagoleon darwini. De wetenschappelijke naam van deze soort is een eerbetoon aan Charles Darwin. In het Palearctisch gebied, inclusief noordelijk Azië, leven zo'n 230 soorten. Uitgezonderd het noorden komen op het Arabisch Schiereiland en in Afrika ongeveer 430 soorten voor. Een voorbeeld is Graonus mesopotamiae, die vernoemd is naar Mesopotamië en endemisch is in Irak. In zuidelijk Azië en Australië ten slotte komen 370 soorten voor, waarvan 200 in Australië. Een voorbeeld is Madrastra handlirschi, die alleen voorkomt op de Filipijnen.
In België en Nederland komen twee soorten mierenleeuwen voor: de 'gewone' mierenleeuw (Myrmeleon formicarius) en de gevlekte mierenleeuw (Euroleon nostras).
Mierenleeuwen kunnen worden gevonden in woestijnen, duinen, rivieroevers, braakliggende terreinen, heidevelden en bosranden met een zanderige ondergrond. De larven prefereren een omgeving die beschut is tegen regen en wind aangezien een regenbui of storm de nesten verwoest en de larven onder het zand bedelft. Ze worden hierdoor vaak gevonden onder overhangende rotsen of boomtakken, naast grote stenen, onder uitstekende dakranden van huizen en op de bodem van ingangen van grotten.
Mierenleeuwen zijn kwetsbaar voor vertrapping door grotere dieren. Het zijn daarom typische bewoners van plaatsen die niet regelmatig betreden worden door mensen en dieren. Ze kunnen alleen valkuilen graven als de grond droog is en bestaat uit los zand. Bij een natte bodem werkt de valkuil niet omdat de zandkorrels aan elkaar kleven. Hierdoor kunnen potentiële prooien gemakkelijk over de steile wanden naar boven lopen.

## Ecologie

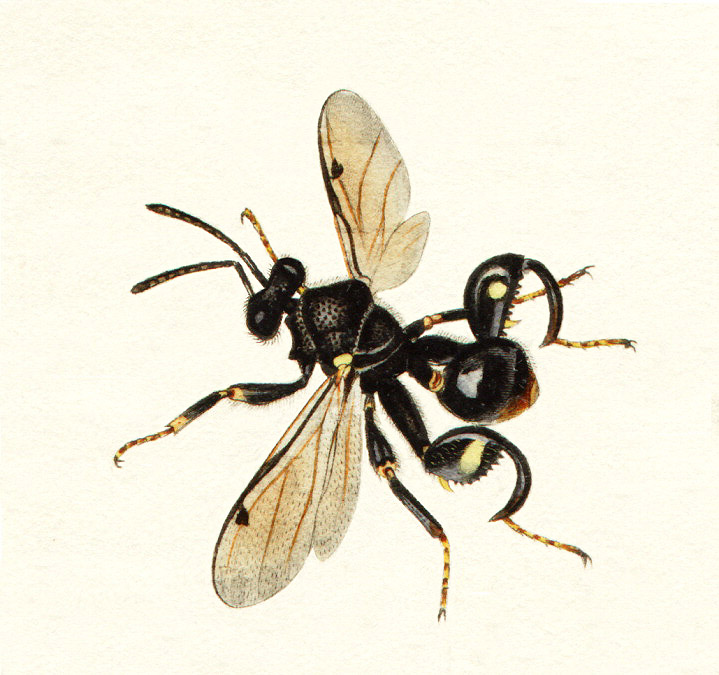
Een sluipwesp uit de vliesvleugelige familie Chalcidae.

Mierenleeuwen ruimen net als andere carnivore insecten veel dieren op maar worden zelf ook gegeten en geparasiteerd door andere dieren. 

### Parasieten
De larven worden geparasiteerd door de parasitoïde wesp Lasiochalcidia pubescens uit de familie Chalcidae, die ertoe in staat is de mierenleeuw te trotseren. De wesp laat zich 'vangen' door de larve die de poten van de wesp grijpt, deze zijn echter sterk vergroot en klemmen de kaken van de larve vast. Bij de wesp op de tekening rechts -afgebeeld is een andere soort- zijn de duidelijk vergrote dij en scheen van de achterpoot goed zichtbaar. Ze hebben een duidelijke tang-achtige bouw en functie waarbij het achterste deel tegen het voorste wordt geknepen. Zodra de wesp de kaken vast heeft wordt de legboor in de plooi tussen de kop en het borststuk van de larve gestoken waarna een ei wordt afgezet. De larve van de wesp eet de larve van de mierenleeuw vervolgens levend en van binnenuit op.
Een dier dat commensaal samenleeft met de mierenleeuw is de larve van de daas Scaptia muscula. De larve van deze Australische vlieg ontwikkelt zich bij de valkuilen van de mierenleeuw en is een aaseter die leeft van de door de mierenleeuw achtergelaten prooiresten.

### In gevangenschap
Mierenleeuwen worden door sommige mensen beschouwd als interessante dieren vanwege hun unieke methode van jagen. Een aantal soorten wordt als huisdier gehouden en op het internet te koop aangeboden. Een zogenaamde 'mierenleeuwenset' bestaat uit een schaaltje gevuld met zand en twee levende larven. Mierenleeuwen zijn niet bedreigd of beschermd en kunnen uit de natuur gehaald worden om ze thuis eens te bestuderen. Ze kunnen het best in een diep schaaltje worden gehouden, ook met meerdere exemplaren tegelijk. Als ze echter onvoldoende voedsel krijgen eten ze elkaar op.

## In Nederland waargenomen soorten
- Genus: Euroleon
  - Euroleon nostras - (Gevlekte mierenleeuw)
- Genus: Myrmeleon
  - Myrmeleon formicarius - (Zwartkopmierenleeuw)
- Genus: Palpares
  - Palpares libelluloides - (Reuzenmierenleeuw)

## Afbeeldingen

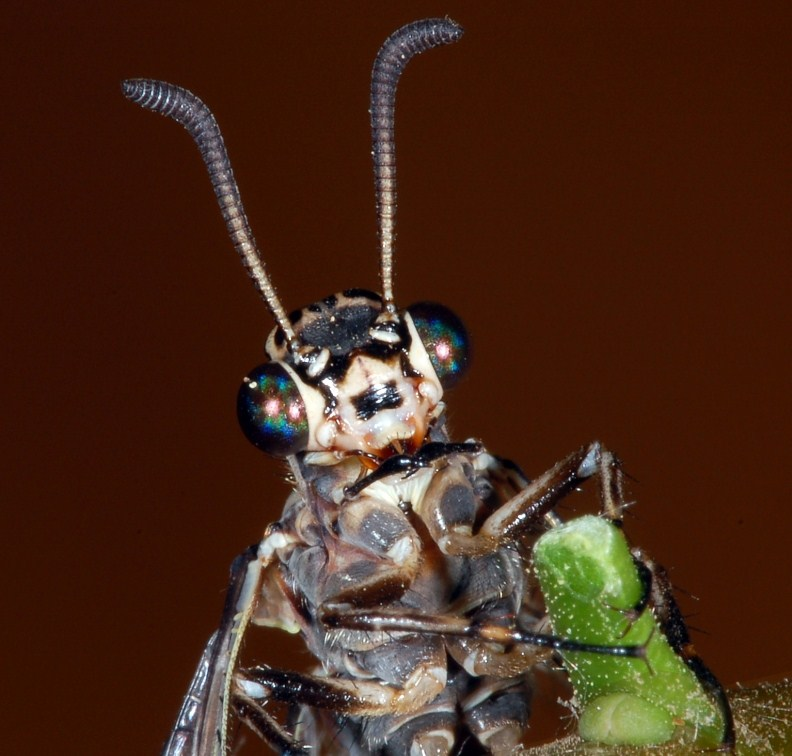
Detail kop gevlekte mierenleeuw.
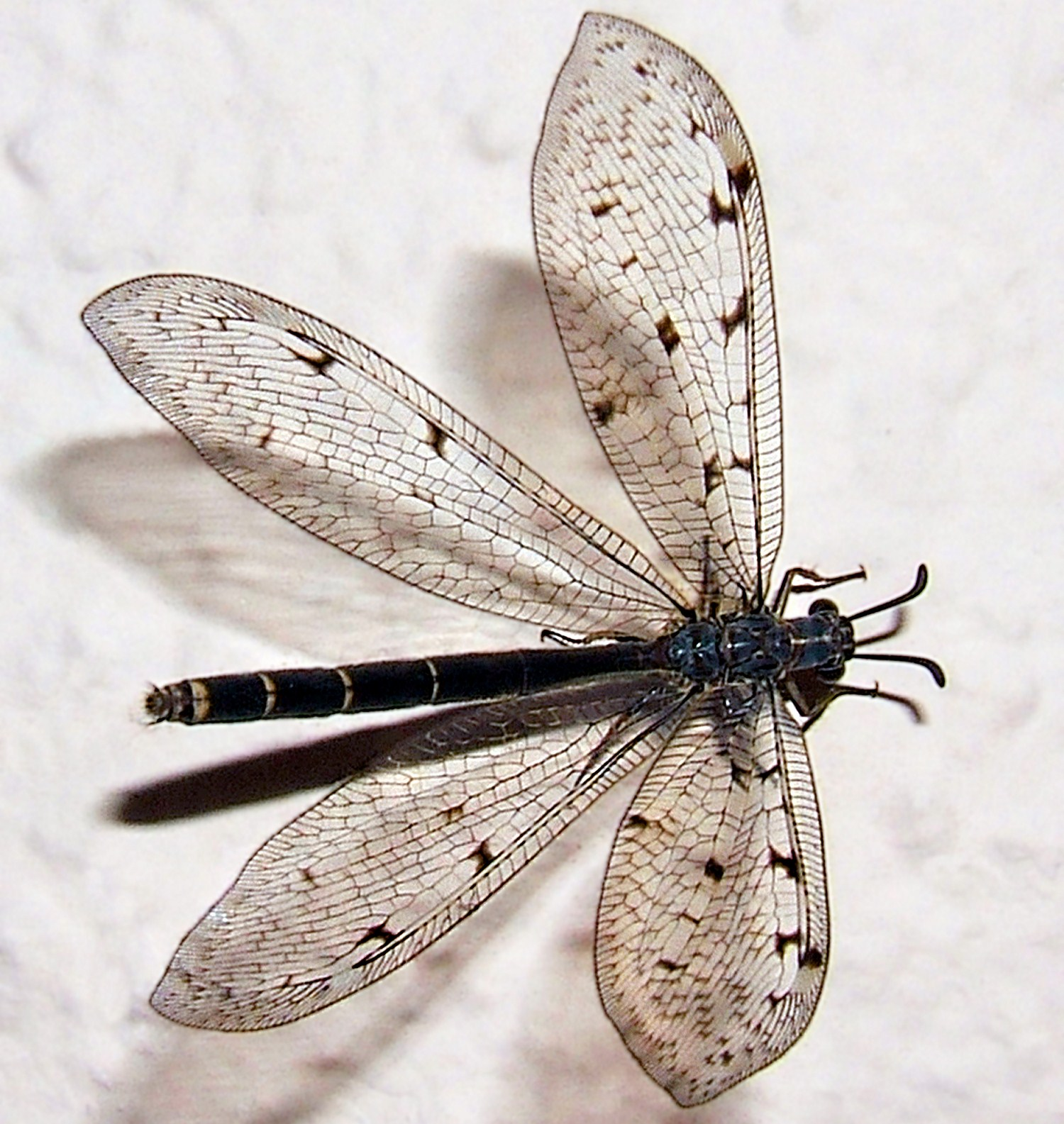
Gevlekte mierenleeuw met zichtbaar pterostigma en hypostigma.
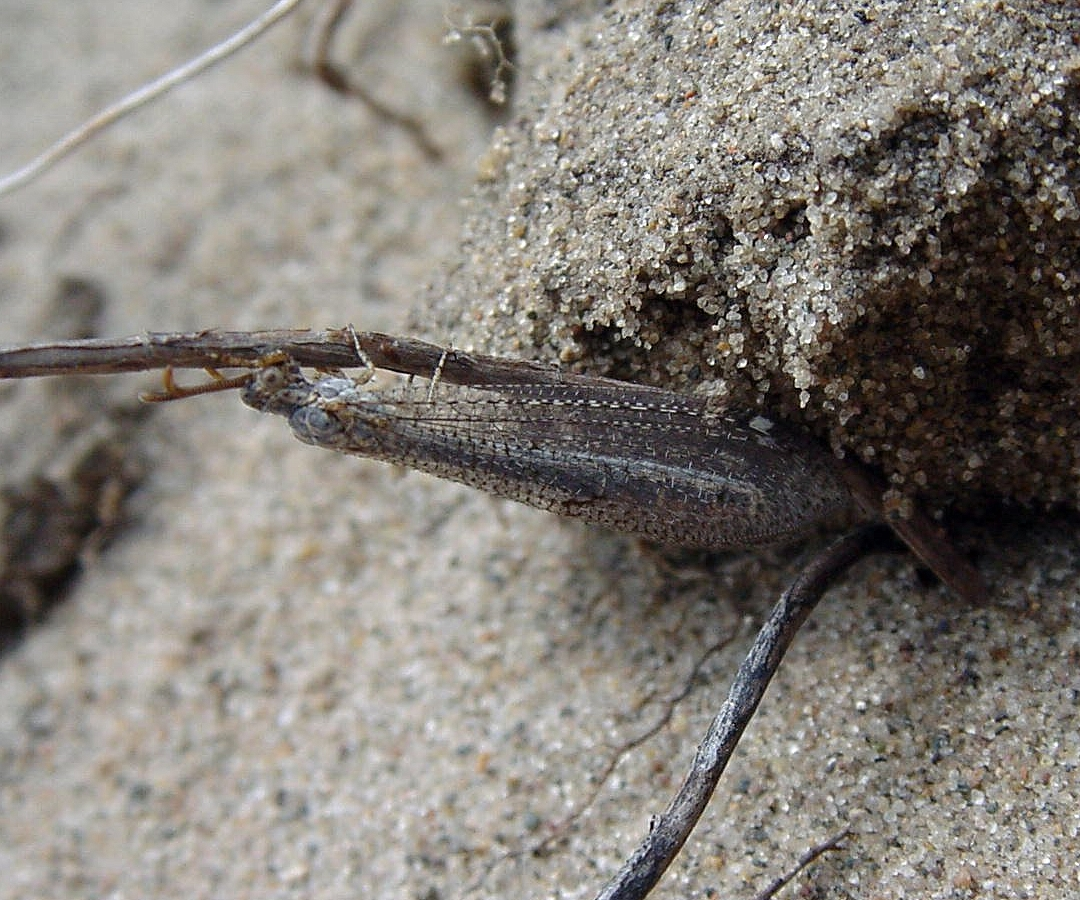
Een zojuist uitgeslopen mierenleeuw.
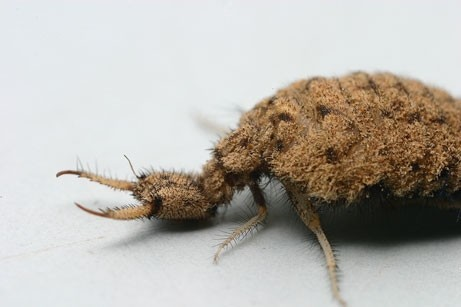
Zijaanzicht van een larve.